# Bratz
Bratz je humoristična animirana TV serija.

## Radnja
Radnja se zbiva u jednoj zgradi, a počinje kada zla urednica časopisa Burdine Maxwell otpusti svoju zaposlenicu Jade, ali ona osnuje svoj vlastiti časopis Bratz sa svoje tri prijateljice: Cloe, Jasmine i Sasha. Istovremeno, Burdine zapošljava dvije tupave blizanke Kirstee i Kaycee, nazvane Blizlobe. Tu su još i neki dečki Cameron, Dylan i Ethan. Gotovo svaku epizodu Burdine pokušava uništiti časopis Bratz. U svakoj epizodi pojavljuje se niz gostujućih uloga.

## Popis epizoda
- 01 Beast of Burdine/Not hot for teacher
- 02 Crush in a rush
- 03 Kidnapped
- 04 Sasha's big interview
- 05 Slumber party
- 06 Pet show
- 07 Truth or dare
- 08 Manicuring candidate
- 09 Not about me week
- 10 Trading faces
- 11 Totally recall
- 12 Model friends
- 13 Bewitched and bothered
- 14 Survivor
- 15 Catch a chief
- 16 Camping
- 17 Cindrella
- 18 New kid it town
- 19 Paris 1
- 20 Paris 2
- 21 Paris 3
- 22 Extremaly made-over
- 23 The Cloe life
- 24 Rally 500
- 25 A little diss, a little that
- 26 Miss Fortune
- 27 Fail
- 28 Bratz vs. Brats
- 29 Inner beauty quenn

## Glumci
| Uloga           | Glumas            |
| --------------- | ----------------- |
| Sasha           | Tia Mowry         |
| Jade            | Soleil Moon Frye  |
| Cloe            | Olivia Hack       |
| Yasmin          | Dionne Quan       |
| Burdine Maxwell | Wendie Malick     |
| Kaycee          | Lacey Chabert     |
| Kirstee         | Keley Cuoco       |
| Dylan           | Ogie Banks        |
| Cameron         | Charlie Schlatter |
| Eitan           | Josh Keaton       |
| Byron           | Greg Ellis        |
| Roxxi           | Jessica DiCicco   |

| Uloga            | Glumas            |
| ---------------- | ----------------- |
| Saša             | Nina Kaić         |
| Jejd             | Korana Serdarević |
| Kloi             | Anja Nigović      |
| Jazmin           | Maja Katić        |
| Burdine Makswell | Senka Bulić       |
| Kajce            | Mia Kraicar       |
| Kirstee          | Sandra Hrenor     |
| Dylan            | Hruige Klobucar   |
| Kameron          | Ozren Grabović    |
| Byron            | Rakan Rushaidat   |